# Wangay Dorji
Wangay Dorji (nacido el 9 de enero de 1974 en Timbu) es un exfutbolista butanés que jugó como delantero para equipos como el Samtse, Ranjung United, Druk Pol o Transport United. Su llegada a la fama se produjo en 2002, cuando anotó una tripleta en el partido conocido como La Otra Final, que finalmente ganó la Selección de Bután a la de Montserrat.

## Selección nacional
Wangay Dorji debutó en su selección el 12 de febrero del 2000 frente a Nepal, en el marco del Clasificatorio a la Copa Asiática del 2000, en un partido que finalizó con derrota butanesa de 3-0. Dos días después, estuvo de titular en la máxima derrota que sufrió su selección: 20-0 a manos de Kuwait. Llegó a jugar los otros dos partidos ante Turkmenistán y Yemen.
El 30 de junio del 2002 saltó a la fama al anotarle tres goles a Montserrat, en un partido conocido como La Otra Final, que finalizó con victoria de Bután por 4-0.
Anotó dos goles a la Selección de Guam el 23 de abril del 2003, en un cotejo válido para la Clasificación a la Copa Asiática de 2004 que concluyó con el score a favor de Bután por 6-0.
En total consiguió marcar 5 goles con la selección absoluta, lo cual lo cataloga como el goleador del equipo en la actualidad.

## Clubes
| Club             | País  | Año         |
| ---------------- | ----- | ----------- |
| Samtse FC        | Bután | 2000 - 2002 |
| Ranjung United   | Bután | 2003 - 2004 |
| Druk Pol         | Bután | 2005        |
| Transport United | Bután | 2006 - 2008 |

## Curiosidades
- Después del partido de "La Otra Final", donde anotó una tripleta, Wangay Dorji soñó con algún día jugar por el Arsenal de Inglaterra. Sin embargo, su sueño no se pudo cumplir.